# Vrbátky
Vrbátky település Csehországban, a Prostějovi járásban. Vrbátky Olšany u Prostějova, Smržice, Hrdibořice, Kralice na Hané, Charváty, Prostějov, Držovice, Blatec, Dub nad Moravou és Bystročice településekkel határos. Lakosainak száma 1758 fő (2024. január 1.).

## Népesség
A település lakosságának változását az alábbi diagram mutatja:
| Lakosok száma | 1236 | 1742 | 2018 | 1854 | 1621 | 1551 | 1708 | 1723 | 1725 | 1758 |
|               | 1869 | 1890 | 1921 | 1950 | 1980 | 2001 | 2017 | 2019 | 2022 | 2024 |